# Noordse combinatie op de Olympische Winterspelen 2014 - Landenwedstrijd
De Landenwedstrijd van de noordse combinatie tijdens de Olympische Winterspelen 2014 vond plaats op 20 februari 2014 in het RusSki Gorkicomplex in Krasnaja Poljana. Regerend olympisch kampioen was Oostenrijk.

## Tijdschema
| Datum       | Lokale tijd | MET   | Onderdeel      |
| ----------- | ----------- | ----- | -------------- |
| 20 februari | 11:30       | 08:30 | Schansspringen |
| 20 februari | 15:00       | 12:00 | Langlaufen     |

## Uitslag

### Schansspringen
| # | Bib | Land Namen                                                                     | Afstand (m)             | Punten                        | Verschil |
| - | --- | ------------------------------------------------------------------------------ | ----------------------- | ----------------------------- | -------- |
| 1 | 9   | Duitsland Fabian Rießle Björn Kircheisen Johannes Rydzek Eric Frenzel          | 126.5 131.0 130.0 129.0 | 481.7 117.0 120.8 121.9 122.0 | —        |
| 2 | 8   | Oostenrijk Lukas Klapfer Christoph Bieler Mario Stecher Bernhard Gruber        | 126.0 133.0 132.5 122.0 | 476.3 114.8 126.7 125.3 109.5 | +0:07    |
| 3 | 10  | Noorwegen Magnus Moan Magnus Krog Jørgen Gråbak Håvard Klemetsen               | 125.5 124.5 123.0 137.5 | 462.8 114.8 107.4 110.4 130.2 | +0:25    |
| 4 | 7   | Frankrijk Maxime Laheurte Sébastien Lacroix François Braud Jason Lamy-Chappuis | 121.5 130.0 129.5       | 455.2 106.3 108.4 120.0 120.5 | +0:35    |
| 5 | 2   | Tsjechië Tomáš Portyk Tomáš Slavík Miroslav Dvořák Pavel Churavý               | 124.0 119.5 124.0 125.5 | 440.0 113.9 104.2 111.9 110.0 | +0:56    |
| 6 | 6   | Japan Akito Watabe Yusuke Minato Hideaki Nagai Yoshito Watabe                  | 128.0 110.5 123.5 126.0 | 433.3 120.9 90.2 108.2 114.0  | +1:05    |
| 7 | 1   | Rusland Ernest Jahin Niyaz Nabejev Ivan Panin Jevgeni Klimov                   | 116.5 121.0 118.5 130.5 | 426.2 96.0 105.0 101.5 123.7  | +1:14    |
| 8 | 5   | Verenigde Staten Todd Lodwick Taylor Fletcher Bill Demong Bryan Fletcher       | 116.5 112.5 121.5 115.0 | 397.6 99.9 92.5 108.0 97.2    | +1:52    |
| 9 | 4   | Italië Armin Bauer Lukas Runggaldier Samuel Costa Alessandro Pittin            | 112.0 110.5 120.0 116.5 | 383.9 88.7 106.3 100.2        | +2:10    |
|   | 3   | Finland Ilkka Herola Mikke Leinonen Janne Ryynänen Eetu Vähäsöyrinki           | DNS                     | DNS                           | DNS      |

### Langlaufen
| #      | Bib | Land Namen                                                                     | Verschil | Tijd                                    | # | Achterstand |
| ------ | --- | ------------------------------------------------------------------------------ | -------- | --------------------------------------- | - | ----------- |
| Goud   | 3   | Noorwegen Magnus Moan Håvard Klemetsen Magnus Krog Jørgen Gråbak               | 0:25     | 46:48.5 11:22.9 11:45.8 11:42.6 11:57.2 | 1 | —           |
| Zilver | 1   | Duitsland Eric Frenzel Björn Kircheisen Johannes Rydzek Fabian Rießle          | 0:00     | 47:13.8 11:48.2 11:45.9 11:42.6 11:57.1 | 3 | +0.3        |
| Brons  | 2   | Oostenrijk Lukas Klapfer Christoph Bieler Bernhard Gruber Mario Stecher        | 0:07     | 47:09.9 11:40.5 11:47.1 11:43.4 11:58.9 | 2 | +3.4        |
| 4      | 4   | Frankrijk Sébastien Lacroix François Braud Maxime Laheurte Jason Lamy-Chappuis | 0:35     | 47:51.3 11:42.2 11:53.6 12:23.3 11:52.2 | 6 | +1:12.8     |
| 5      | 6   | Japan Hideaki Nagai Yusuke Minato Yoshito Watabe Akito Watabe                  | 1:05     | 47:25.6 12:00.5 11:37.4 12:14.3 11:33.4 | 4 | +1:17.1     |
| 6      | 8   | Verenigde Staten Bryan Fletcher Todd Lodwick Taylor Fletcher Bill Demong       | 1:52     | 47:43.1 11:52.6 12:37.2 11:38.9 11:34.4 | 5 | +2:21.6     |
| 7      | 5   | Tsjechië Pavel Churavý Tomáš Slavík Miroslav Dvořák Tomáš Portyk               | 0:56     | 48:40.1 12:15.0 12:19.3 11:56.2 12:09.6 | 8 | +2:22.6     |
| 8      | 9   | Italië Lukas Runggaldier Armin Bauer Samuel Costa Alessandro Pittin            | 2:10     | 47:54.7 12:06.0 11:44.1 12:00.9 12:03.7 | 7 | +2:51.2     |
| 9      | 7   | Rusland Jevgeni Klimov Niyaz Nabejev Ernest Jahin Ivan Panin                   | 1:14     | 51:35.8 13:02.8 12:47.8 12:38.3 13:06.9 | 9 | +5:36.3     |